# Somatochlora incurvata
Somatochlora incurvata är en trollsländeart som beskrevs av Walker 1918. Somatochlora incurvata ingår i släktet glanstrollsländor, och familjen skimmertrollsländor. IUCN kategoriserar arten globalt som livskraftig. Inga underarter finns listade i Catalogue of Life.